# 尹昇
尹昇（513年—582年7月7日至8月4日之间），字阿各提，朔州（今山西省朔州市）人，西魏、北周、隋朝官员。

## 生平
尹昇年少时雄健英勇，有器量，以宇文泰亲信为起家官，因为恭敬勤劳和战功，历任奉朝请、都督。大统三年（537年），尹昇跟随进攻洛阳，作为先锋冲入敌阵，封昌国县开国子，食邑三百户。同年，尹昇又随柱国赵贵支援颍川郡，加持节、抚军将军、大都督、通直散骑常侍，很快升任使持节、车骑大将军、仪同三司，又升任骠骑大将军、开府仪同、大都督，在宁州统帅八坊。尹昇又率领策应部队出灵州、盐州等六州，防守北周北部边境。尹昇因为屡次北征柔然的功绩，封乌氏县开国公，增加食邑总计一千三百户。保定三年（563年），尹昇出任冯翊郡太守，恰逢蛮族起兵反叛，尹昇率兵一万前往讨伐，返回后升任兴州刺史。建德二年（573年），尹昇转任大将军。建德五年（576年），周武帝诏令尹昇出任南朔汾蔚显四州诸军事、南朔州总管。同年冬十月，尹昇跟随周武帝东征北齐。十月癸亥（576年11月24日），周武帝到达晋州，派遣齐王宇文宪率领精锐骑兵两万守卫雀鼠谷，陈王宇文纯率领步兵骑兵两万守卫千里径，郑国公达奚震率领步兵骑兵一万守卫统军川，大将军韩明率领步兵骑兵五千守卫齐子岭，乌氏公尹昇率领步兵骑兵五千守卫鼓钟镇，凉城公辛韶率领步兵骑兵五千守卫守蒲津关，柱国赵王宇文招率领步兵骑兵一万从华谷进攻北齐汾州的各个城池，柱国宇文盛率领步兵骑兵一万守卫汾水关，周武帝又派遣内史王谊监管六军进攻晋州平阳城，北齐平定后尹昇以军功加上大将军。大象元年（579年），尹昇出任延州总管。大象二年（580年），尹昇改封北地郡公，增加食邑总计二千户。开皇二年（582年）夏六月，尹昇在长安去世，虚岁七十，隋文帝诏令赠予原本的官职和爵位，加金罗迁并四州诸军事、金州刺史，同年冬十二月辛未朔廿五日乙未（583年1月24日）葬于蓝田县小陵原。

## 墓志
尹昇墓志于西安南郊杜陵原出土，志石今存民间。志文23行，满行23字，正书，有方界格。盖题16字，4行，每行4字，阳文篆书，有方界格。志石长宽均44厘米，志盖覆斗形，盝顶长36厘米、宽35.5厘米。墓志图文载在《陕西新见隋朝墓志》。